# Судьба дворцового гренадера
«Судьба́ дворцо́вого гренаде́ра» — исторический роман советского историка и искусствоведа В. М. Глинки. Автором датирован 1968—1976 годами, издан «Детской литературой» в 1979 году и дважды переиздавался. Главный герой — действительно существовавший участник Отечественной войны 1812 года Александр Иванович Иванов, который в 1827 году был зачислен в роту дворцовых гренадеров, и поставил целью своей жизни выкуп родителей, братьев и племянников из крепостной зависимости. Выкупив родню, Иванов не успел дать им вольную, поскольку у него не хватило на это денег. В декабре 1837 года Иванов погиб при пожаре Зимнего дворца. Этому же персонажу ранее был посвящён роман В. Глинки «История унтера Иванова» (1976), который рассматривается как часть дилогии или единое с «Судьбой…» произведение.

## Сюжет
Действие романа развивается линейно и занимает десять лет — от ноября 1827 года до пожара Зимнего дворца в декабре 1837 года. Сюжетно продолжает роман «История унтера Иванова», все ключевые события которого пересказываются в «Судьбе…». Главный герой — русский солдат Александр Иванов, фамилию получивший, когда был взят в рекруты из крепостной деревеньки Тульской губернии. Пройдя все этапы солдатчины, участвуя в наполеоновской войне и дойдя до Парижа, он даже был свидетелем восстания декабристов. Окончив двадцатилетний срок службы в Конном полку лейб-гвардии, армейский вахмистр Иванов прошёл отбор в роту дворцовых гренадер. Действие начинается с поселения будущих стражей царя в казармах близ Зимнего дворца — в Шепелевском доме. Иванов первое время наслаждается невиданными условиями службы: мясным пайком, хорошим отношением начальства, свободным временем, огромным жалованьем, которое позволит побыстрее скопить деньги на выкуп из крепостного состояния родни — не менее трёхсот рублей в год. Раньше Иванов зарабатывал для этого щёточным ремеслом, от которого не отказался и в Зимнем. Понимает он, что гренадеры — царская игрушка, украшение, деталь оформления дворца, но это не вызывает у него протеста. Командир роты капитан (потом полковник) Качмарёв оказывается выходцем из солдатских детей, подлинным «отцом солдатам», как и его помощник поручик (потом капитан) Лаврентьев по прозвищу Петух, несмотря на его пристрастие к строевым упражнениям.
Перед глазами Иванова проходит вся русская история 1820—1830-х годов. С прежней службы гренадер был знаком с
князем Одоевским и с Грибоедовым, а его главным покровителем сделался драматург, «статский генерал» Андрей Андреевич Жандр, у которого хранятся сбережения Иванова. Ротный писарь Тёмкин, преклоняющийся перед современной русской словесностью, разъясняет Иванову разницу между «складное лепить» (как ротный прибауточник Савелий Павлухин) и настоящей поэзией, читает наизусть «Полтаву», «Медного всадника» и другие произведения Пушкина. Иванов во время дежурств неоднократно видит воспитателя наследника престола Жуковского, Александра Тургенева, Пушкина и многих других. Общаться с ними гренадеру не по чину, но он знаком с прислугой и многое узнаёт о жизни их хозяев. Близкое знакомство Иванов свёл с крепостным художником Поляковым, подручным английского живописца Доу. Он стал регулярно помогать слабому художнику перевешивать тяжёлые портреты в Военной галерее, угощать его хлебом с мясом и выслушивать его проблемы, предварительно испросив разрешения начальства. Впоследствии о талантливом Полякове начинает заботиться Общество поощрения художников, его определяют учиться в Академию художеств, впоследствии выкупают у хозяев, но счастья ему это не приносит — он умирает через несколько лет от голода и болезни. Был Иванов свидетелем и приёма персидского принца Хосров-Мирзы, привёзшим выкуп за убийство посла Грибоедова. Перед его глазами разворачивалась операция возведения Александрийского столпа, прошло прощание с Пушкиным, когда Тёмкин потихоньку читал Иванову лермонтовскую «Смерть поэта».
Иванов был свидетелем наводнения 1824 года и каждый год приходит на Смоленское кладбище на Васильевский остров заказывать панихиду по погибшей семье петербургского почтальона. Он одинок: в родной деревне любил когда-то девушку Дашу, соблазнённую и убитую подручным жестокого барина. Потом в Петербурге он полюбил дочь почтальона Анюту, которую спас на улице от развратника, однако его остановила двадцатилетняя разница в возрасте и отсутствие у него всяких жизненных перспектив. Затем он корил себя, что не настоял на браке с Анной, которая могла бы остаться в живых (ивановский полк стоял в Стрельне). Однако на пятилетнюю годовщину наводнения он неожиданно встретил Анну в церкви. Оказалось, что она, работая белошвейкой, срочно уехала готовить приданое какой-то генеральской дочке, а соседи сообщили Иванову о гибели всей её семьи. Все эти годы Анна пыталась найти Иванова, но безуспешно. На следующий же день Иванов подал прошение Качмарёву о вступлении в брак. Начальник взялся за дело основательно: лично в парадном мундире нанёс визит работодательнице Анны — владелице мастерской Амалии Карловне Шток. Оказалось, что Шток даёт сиротам-мастерицам не только кров и работу, но и минимальное образование («совсем как пансион — сама учит девиц не только белошвейному мастерству, но и готовить кушанья, а муж её — желающих чистописанию и арифметике»). Расходы на женитьбу берут на себя Жандры, настаивая, чтобы Иванов поскорее обустроил квартиру, которую тот снял на Мойке. В 1832 году у него с Анной родилась дочь Мария.
К 1836 году Иванов накопил достаточную сумму, чтобы полностью выкупить семью своих родителей с земельным наделом. Анна поддерживала его, сама зарабатывала шитьём, а щётки, которыми Александр по-прежнему занимался, составляли не менее четверти его доходов. После поездки под Тулу Иванов сумел договориться с наследником своего барина — поручиком Вахрушевым, огромное впечатление на тульских чиновников произвели и его рекомендательные письма от Жандра, Жуковского, и других. За четыре тысячи рублей ассигнациями Иванов выкупил двенадцать своих родственников (отца, мать, братьев и их детей) и 11 десятин земли, но не успел переписать своих в вольное сословие. Для этого не хватило денег. Однако Иванов надеется, что сможет в будущем заработать и на достойное образование для дочери Маши: ему обещают производство в фельдфебели. В декабре 1837 года во время дежурства Иванов с Павлухиным замечают дым, и участвуют в спасении уникальной обстановки Зимнего дворца, не позволив пламени перекинуться на Эрмитаж с его коллекциями. Выбежать из объятого пламенем Георгиевского тронного зала Александр Иванов уже не успел.
В эпилоге автор сообщает, что во время работы в эрмитажном архиве в 1949 году обнаружил прошение Анны Ивановой в императорскую канцелярию, чтобы в память о заслугах её покойного мужа была исполнена его последняя воля — переписать семью Ивановых в сословие вольных хлебопашцев. На прошении значилась одобрительная резолюция с сообщением о назначении Анне Яковлевне и её дочери пенсии. Это был акт подлинного благородства: для одинокой вдовы с малой дочерью даже малый оброк был бы существенным облегчением. О судьбе Анюты и её дочери Маши больше ничего не известно: они сгинули в среде белошвеек Санкт-Петербурга.

## Литературные особенности
Александр Иванов — историческая личность. Его подвиг, свидетельствующий о выдающихся нравственных качествах, был описан в истории роты дворцовых гренадеров, опубликованной в 1912 году. В приложении была опубликована купчая от 29 октября 1836 года и прошение Анны Яковлевны Ивановой о предоставлении семье её покойного мужа вольной. Стремление профессионального историка В. Глинки к максимальной документальной точности (в романе почти нет вымышленных персонажей) вызывало у критиков упрёки в «нехватке „незнания“ истории», что выразилось в отсутствии художественной неожиданности, которая может возникать только в ситуации свободы от «заранее подведённых итогов».
А. Чернов, анализируя три изданных в 1987 году исторических романа Глинки, рассматривал «Историю унтера Иванова» и «Судьбу дворцового гренадера» как единый текст. Если в его первом художественном произведении «Старосельские помещики», созданном во время войны, в 1943—1946 годах, «Глинка-историк всё же затеняет собой Глинку-прозаика», то художественные достоинства «Истории…» и «Судьбы…» неоспоримы. Собственно, только в эпилоге к «Судьбе дворцового гренадера» автор приоткрыл свою творческую лабораторию, сославшись на архивное дело. Только так и выясняется, что всё, что читатель узнал из романа, сфокусировано буквально в двух-трёх бумагах, что нисколько не мешает естественности восприятия. Критик отметил, что Глинке удалось в своём романе представить хрестоматийных русских героев — Пушкина, Грибоедова, Одоевского, — «обновлёнными, словно впервые увиденными». Вероятно, это следствие видения через восприятие главного героя. Иванов ведом единственной целью — выкупа своих из крепостной зависимости, но искусство писателя не позволяет чувствовать «нажима», действия его героя совершенно естественны и движимы логикой жизни, которая «куда извилистей унылой прямой литературного резонёрства».
В этой связи Б. Хотимский, который рецензировал и «Историю унтера Иванова», отмечал, что главный герой Глинки — ярко выраженный «ведомый», но без которого нечего делать «ведущим». Критик также отмечал, что обе книги следует рассматривать как дилогию или один большой роман, который демонстрирует развитие личности главного героя. В первой части Иванов следует за своими «крамольными» командирами. Пережив декабристское восстание, испытав горечь поражения большого дела, он начинает самостоятельно действовать в тех пределах, которые ему посильны. Получив невиданные для его общественного положения возможности и доходы, он самоотверженно и притом умело, а потому результативно, начинает выкуп своего семейства, преодолев как трясину российской бюрократии, так и холерический темперамент и алчность поручика Вахрушева. Художественный уровень произведения очень высок, поскольку это результат «взволнованных и волнующих раздумий художника о судьбах и деяниях человеческих, о предназначении человека».

## Издания
- Глинка В. М. Судьба дворцового гренадера : Ист. роман : [Об А. И. Иванове : Для сред. и ст. возраста] / Худож. А. Иткин. — М. : Дет. лит., 1979. — 319 с.
- Глинка В. Исторические повести / Послесл. М. Глинки [и др.]; Худож. О. Титов. — Л. : Сов. писатель : Ленингр. отд-ние, 1988. — 797 с.
- Глинка В. М. Судьба дворцового гренадера : Ист. роман : [Об А. И. Иванове : Для сред. и ст. возраста] / Худож. А. Иткин. — М. : Дет. лит., 1990. — 317 с. — ISBN 5-08-001595-0.